# André Dumas (poète)
Pour les articles homonymes, voir André Dumas et Dumas.

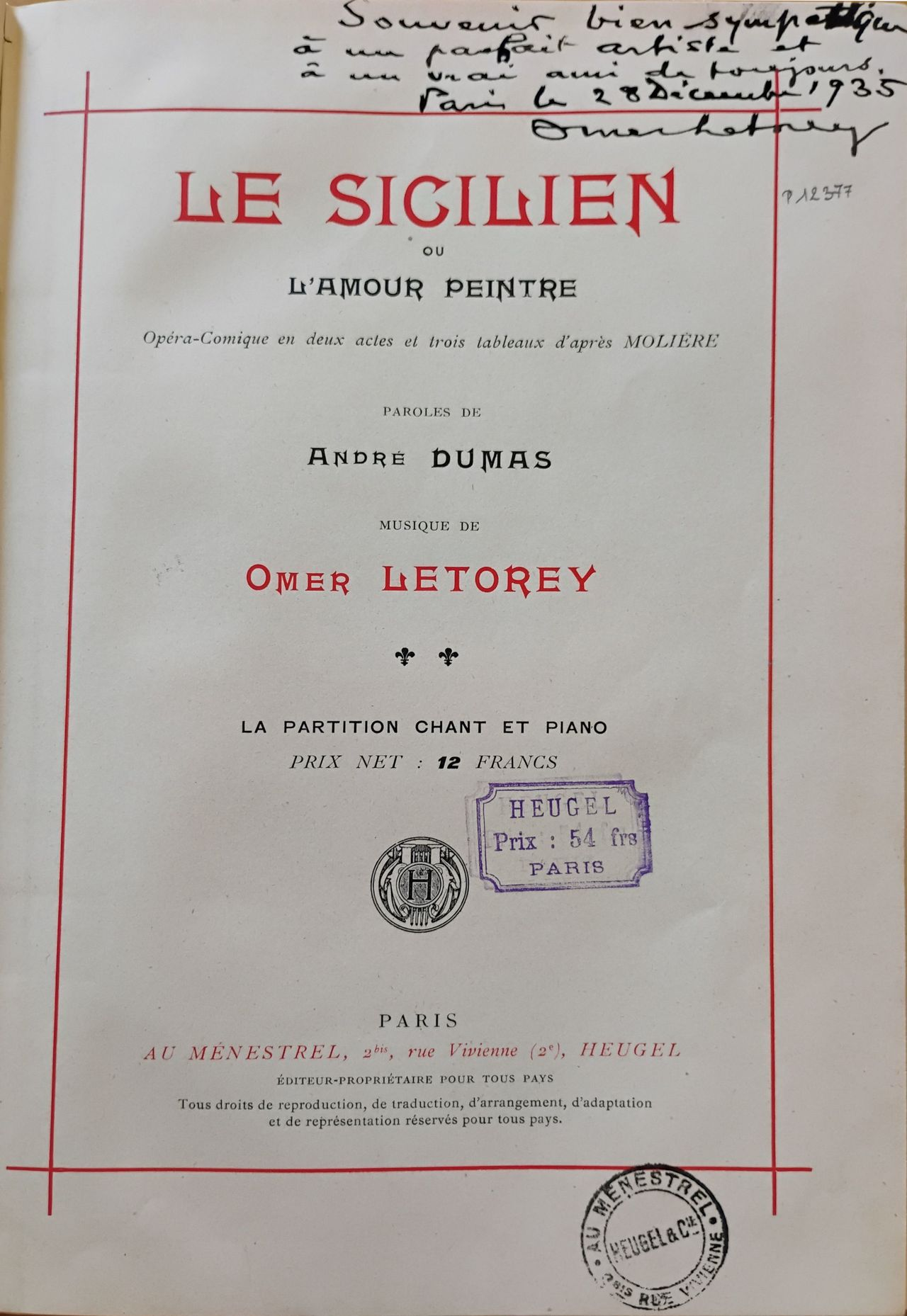
Page de titre de la partition Le Sicilien dont Dumas a écrit les paroles.

'André, Édouard, Eugène Dumas, né le 1er février 1874 à Paris et mort en février 1943 à Paris, est un haut fonctionnaire, poète et dramaturge français.

## Biographie
André Dumas descend d'une prisonnière de la Tour de Constance. Il est né à Paris, mais il a grandi à Nîmes dans le département du Gard. À 17 ans, il remonte à Paris pour suivre le cours de rhétorique au lycée Henri-IV où il se lie d’amitié avec le poète André Rivoire, de deux ans son aîné.
Étudiant, il suit des cours de lettres, d’administration et de droit. À 22 ans il débute avec La Galante Surprise ; un acte en vers (1896) ; à 24 ans il participe au concours de poésie de l’Odéon avec le poème Le Village et à 27 ans il publie un premier recueil de poèmes Paysages (1901).
Il commence une carrière dans l’administration et il est tour à tour nommé 
le 6 février 1903 secrétaire général des Basses-Alpes à Digne, 
le 12 juin 1903 sous-préfet de Châteaulin (Finistère), 
le 30 décembre 1905 sous-préfet de Baugé (Maine-et-Loire), 
le 4 janvier 1906, sous-préfet de Barbezieux (Charente), 
le 15 janvier 1906 sous-préfet de Wassy (Haute-Marne), 
le 24 janvier 1906 à nouveau sous-préfet de Châteaulin (Finistère), 
le 13 octobre 1907 sous-préfet de Dole (Jura), 
le 29 septembre 1909 sous-préfet de Mantes (Seine-et-Oise), 
le 30 janvier 1913 sous-préfet honoraire.
Il quitte après la mort de sa fille en 1912 la carrière préfectorale pour se vouer à l’écriture. Il commémore sa fille dans Ma Petite Yvette (1922) : 
« Ah ! Yvette ! qu’il suffisait de peu de chose pour la rendre heureuse ! »
Poète, André Dumas écrit des vers eurythmiques de forme classique. Dramaturge, ses pièces en vers ou en prose ont été fréquemment jouées.
Il a collaboré à la Revue de Paris, à la Revue des deux Mondes, à la Revue bleue, au Censeur, à La Revue hebdomadaire, à La Nouvelle Revue, à L’Illustration. Il y a publié des vers, des critiques littéraires et des courtes bibliographies de poètes. Vers 1930 il dirige Les Annales poétiques et il commence à éditer des anthologies de poètes français, continuant le travail de Gérard Walch sur les anthologies. Il a également commenté plusieurs textes de poésie de Victor Hugo, écrit des introductions à des recueils de poésie, et prononcé des discours sur des poètes.
Il a été président de la Société des poètes français, vice-président de la Société des gens de lettres et membre du jury de la Bourse nationale de voyage littéraire.
Cet érudit a également participé aux dîners du Quatrain, dont est sorti le livre collectif anonyme et drôle Les Quatrains du Quatrain (Paris, Georges Sauvaget, 1927).
André Dumas a été assez apprécié pendant sa vie, mais il est tombé en oubli après sa mort, survenue en février 1943, pendant la Deuxième Guerre mondiale.
Il a obtenu le prix Archon-Despérouses 1918, et le prix littéraire de la Ville de Paris 1938 pour l'ensemble de ses poésies.

## Œuvres
Poésie
- 1898 Le Village (poème), dans Concours de poésie de l’Odéon (23 avril 1898) : les douze poèmes retenus par le jury et les résultats du concours.
- 1901 Paysages, recueil de poèmes, Lemerre
- « Figures d'Orient » (ill. Edmond Dulac), L'Illustration,‎ décembre 1911, p. 5-9 (lire en ligne).
- 1927 Roseaux, recueil de poèmes, Garnier, ouvrage couronné par l’Académie française avec le prix Saint-Cricq-Theis.
- 1929 Poésies : (Paysages - Roseaux), Garnier
- 1927 À propos… Poèmes dits et à dire, Éditions de la Revue des poètes.

Prose
- 1922 Ma Petite Yvette, roman d’un enfant, Plon-Nourrit et Cie. Prix de littérature spiritualiste.

Théâtre
- 1896 La Galante Surprise, un acte en vers, éditions Vanier, au théâtre de la Gaîté.
- 1899 La Petite Princesse, un acte en vers, Plon-Nourrit
- 1907 L’Autre, au théâtre de l’Odéon, 1907-1908 [6]
- 1912 Esther, princesse d’Israël (avec Sébastien-Charles Leconte) au Théâtre de l’Odéon, 1911-1912[7];
- 1916 Sans nouvelles : drame maritime en un acte en prose, en collaboration avec Charles Le Goffic, à la Comédie-Française.
- 1917 L’Éternelle Présence, éditions Georges Cres et Cie, à la Comédie-Française, ouvrage couronné par l’Académie française [8],[9]
- 1920 Le Premier Couple, La petite Illustration théâtrale, à la Comédie-Française
- 1923 L’Heure des crimes, Delamain, Boutelleau et Cie, au Théâtre-Michel.
- 1928 Bretagne, pièce en 4 actes, d'après L'Âme bretonne de Charles Le Goffic, au Grand Théâtre de Monte-Carlo
- 1929 Le Sicilien ou l'« Amour peintre », opéra-comique en deux actes et trois tableaux d'après Molière.
- 1934 Ma sœur Anne, au théâtre de l’Odéon, 1934-1935 [10]

Essais
- 1932 Le Désert Cévenol, La Renaissance du Livre
- 1939 La Beauté de Nîmes, dans Aux quatre Coins de chez Nous, Les Journées du Livre, pg. 164-178

Anthologies
- 1932 Anthologie des poètes d'hier et d'aujourd'hui. (tome 4) : supplément à l'Anthologie des poètes français contemporains, avec Gérard Walch.
- 1933 Anthologie des poètes français du XVIIe siècle
- 1934 Anthologie des poètes français du XVIIIe siècle
- 1935 Anthologie des poètes français du Xe au XVIe siècle
- 1937 Poètes nouveaux